# Nicky Verjans
Nicky Verjans (* 27. August 1987 in Heerlen, Niederlande) ist ein ehemaliger niederländischer Handballspieler. Seine Spielposition war Rechtsaußen.
Verjans spielte ab seinem 17. Lebensjahr in der Handball-Bundesliga bei der HSG Nordhorn; sein Vertrag lief bis zum Ende der Saison 2009/10. Danach wechselte er zum TuS Nettelstedt-Lübbecke. Im Sommer 2012 kehrte er zur HSG Nordhorn-Lingen zurück. Dort beendete er nach der Saison 2019/20 seine Karriere.
Für die niederländische Nationalmannschaft bestritt Verjans 66 Länderspiele.
Robin Verjans, der jüngere Bruder von Nicky, spielt in der niederländischen U21-Nationalmannschaft.

## Erfolge
- EHF-Pokal 2008
- 5-mal Niederländischen Jugend-Meister
- Final Four 2008, 2012
- Finale Cupwinners Cup 2009